# Recto Verso (album de Paradis)
Pour les articles homonymes, voir Recto-verso.
Albums de Paradis
Couleurs primaires
(2015)
Singles
1. Toi et moi
Sortie : 12 février 2016
2. Recto Verso
Sortie : 16 septembre 2016

Recto Verso est le premier album studio du duo français Paradis. L'album est sorti le 23 septembre 2016 chez Barclay et Riviera.

## Liste des pistes
Toutes les chansons sont écrites et composées par Simon Mény et Pierre Rousseau.
| 1.    | Instantané            | 6:22 |
| 2.    | Recto Verso           | 6:25 |
| 3.    | Quand tu souris       | 5:13 |
| 4.    | Toi et moi            | 3:46 |
| 5.    | Mieux que tout        | 4:27 |
| 6.    | Garde le pour toi     | 6:50 |
| 7.    | Miroir (Un)           | 4:49 |
| 8.    | Miroir (Deux)         | 3:39 |
| 9.    | Paradis (Reprise)     | 6:30 |
| 10.   | De semaine en semaine | 5:45 |
| 11.   | Contours              | 5:42 |
| 12.   | Chacun pour soi       | 4:50 |
| 63:29 |                       |      |

## Classements hebdomadaires
| Classement (2016-17)         | Meilleure position |
| ---------------------------- | ------------------ |
| Belgique (Wallonie Ultratop) | 39                 |
| France (SNEP)                | 25                 |
| Suisse (Charts Romandie)     | 37                 |

## Historique de sortie
| Région        | Date              | Format             | Label(s)            | Ref.  |
| ------------- | ----------------- | ------------------ | ------------------- | ----- |
| France Divers | 16 septembre 2016 | Vinyle             | - Barclay - Riviera | [ 3 ] |
| France Divers | 23 septembre 2016 | CD, téléchargement | - Barclay - Riviera | [ 5 ] |